# Crkva Kraljice Neba i Zemlje u Pločama
Crkva Kraljice Neba i Zemlje je rimokatolička crkva u Pločama. Nalazi se na pločanskoj Rivi. Statusa je bazilike (bijela bazilika). Župna je crkva pločanske župe Blažene Djevice Marije, Kraljice Neba i Zemlje.

## Povijest
Za izgradnju je mnogo zaslužan župnik don Petar Mikić. Nakon što je izborio bolji prostor od prvotne barake u kojoj se odvijalo bogoslužje, nije stao na kupljenoj kući od privatne osobe. Župa je radila u krajnje neprikladnim uvjetima. Desetljećima su bili barakaši, a nedjeljna misa 27. veljače 1983. održana je u kući na Birini. Večer prije prenesene su u tu kuću neke klupe i stol koji je služio kao oltar, a vjernici su o novoj lokaciji župne crkve dobili obavijest ceduljicom. Unatoč progonima i pritiscima koji su uslijedili, don Petar nije stajao, nego je radio na tome da se izgradi prava crkva u Pločama. Provokacija i vrijeđanja vjernika bila su beskrajna. Za Božić 1981. na toj su kući osvanule parole crvenom bojom napisane. Natpisi, svjedok mračnog vremena, koji su ostali i do danas, bili su "Komunizam", "Živio SKJ" te nacrtani srp i čekić. Ondašnji je delegat iz Ploča u Saboru izjavio je "da oni dobro znaju" "da je to sam župnik napisao" te da će se o njegovome trošku to ukloniti. Vijest je prenio ondašnji društveni tisak. 
Mnogi su se župljani iz grada čudili namjeri župnika Mikića da i u takvim uvjetima upusti se u financijski teški zahvat, no župnik nije odustajao. "Lijevi je nisu željeli, a desni nisu vjerovali u njenu izgradnju". Jedan od bivših predsjednika Općine župniku je rekao "Pope, ti si u pravu, ali znaj da sam ja borac sa Sutjeske (opaska: imao 16,5 godina krajem rata 1945.) i dok se mene pita, ništa nećeš dobiti". 
Na procesiji 29. svibnja 1994. koju je predvodio je mons. Vidović, zaustavili su se u kamenjaru da im drača ne pokida misno ruho. Na to je don Petar od mons. Vidovića preuzeo Gospin kip, podigao ga visoko i zavapio: "Majko Marijo, ti si u Lourdesu kazala Bernardinci 'želim da mi se ovdje sagradi crkva'. Čuli ljudi i poslušali. I ja sam čuo. Majčice, želiš da ti se crkva ovdje sagradi i bit će sagrađena. Stoga ja blagoslivljam ovo sveto hrvatsko tlo." Znajući kakve su prljave političke igre na račun Hrvatske i Hrvata, župnik Mikić je u Domovinskom ratu, u jeku muslimanskih pretenzija na Ploče, apelirao da se sagradi barem zvonik, neka se zna tko u Pločama živi i čije su Ploče tlo.
Mještanima je izgradnja crkve usred grada izgledala čudnom i nemogućom misijom, no Mikićev se sanjarski pristup pretvorio u stvarnost. Građevinsku dozvolu za crkvu i pastoralni centar u Pločama ishodio je 15. prosinca 1997. godine. Temeljni kamen blagoslovio je papa Ivan Pavao II. 4. listopada 1994. na splitskom Žnjanu, i izgrađena je crkva posvećena BDM, Kraljici Neba i Zemlje. Crkva je sagrađena prema projektu arhitekta Ivana Vulića. Nakon deset godina gradnje, nadbiskup metropolit Marin Barišić obavio je posvetu.

## Oprema i umjetničko uređenje
Unutarnji dio crkve je od biranih vrsta kamena.
24. siječnja 2010. iznad ulaznih vrata u crkvu postavljen je Gospina krunjenja. Motiv reljefa napravljen po zamisli župnika don Petra Mikića. Skicu je načinio domaći kipar Jure Jovica, isklesao ga je Ivan Pavić u segetskom kamenu u klesarskoj radionici Forma. Donator je poznati zagrebački fotograf Ivica Badrov. Reljef su na portal crkve postavili djelatnici tvrtke Forma iz Omiša, a potpora je bio nadzorni inženjer Dubravko Lekić. Reljef Krunjenja Gospina prvi je od tri reljefa koji su postavljeni na portal. Nakon toga došli su reljefi Prikazanje Isusa u hramu i Odlazak obitelji u crkvu (roditelji vode djecu u crkvu).  
Orgulje su u crkvu stigle 24. travnja 2013. godine. Smještene su na koru. Stigle su iz Rogaške Slatine i unikatne su izrade. Široke su osam metara i visoke osam i pol metara. Boje zvuka su 25 registra. Imaju dvije garniture klavijatura i pedala, 1564 cijevi od kojih su 196 od hrastovine, a 1368 od kovine. Orgulje su istovarili u crkvu pločanski branitelji. Dolazak orgulja pozdravila su crkvena zvona, a župnik don Petar Mikić nazvao je dolazak "čudo Božje u Pločama".
Mozaik je napravljen 2014. po zamisli don Petra Mikića. Izradio ih je atelje Stanišić. Površine su 8,2 x 7 metara. Blagoslovljeni su uoči Božića 2014. godine
U crkvi su 42 vitraža. U crkvi su kipovi svetih Petra i Pavla. Na jednom oltaru je kip Isusa pod križem. U blizini crkve kip svetog Nikole, posvećenog hrvatskim braniteljima, putnicima i mornarima te spomenik dr. Franji Tuđmanu. Spomenik prvom hrvatskom predsjedniku župnik je darovao svome gradu da se nikad ne zaboravi Tuđmanova uloga u ostvarenju vjekovnog sna hrvatskog naroda.

## Vanjske poveznice
- Božićni koncert u crkvi Kraljice Neba i Zemlje 27. prosinca 2015. YouTube. Izvođačica Irena Prskalo uz pratnju Domagoja Mustapića na crkvenim orguljama. Izvedba pjesama "Božić bez tebe" - "Kyrie Eleison"
- J.B.: Misa za specijalce  Arhivirana inačica izvorne stranice od 9. ožujka 2016. (Wayback Machine), Dubrovački vjesnik, 31. siječnja 2010.